# Nanoarheje
Nanoarheje (znanstveno ime Nanoarchaeota; grško »pritlikavi ali majhen starodavni«) je predlagano deblo (Candidatus Nanoarchaeota) v domeni arhej (Archaea), ki trenutno vključuje samo enega predstavnika, Nanoarchaeum equitans, ki je bil odkrit v podmorskem hidrotermalnem izviru in prvič opisan leta 2002.

## Taksonomija
Člani nanoarhej so povezani z različnimi gostiteljskimi organizmi in okoljskimi pogoji. Kljub majhnosti, zmanjšanemu genomu in omejenemu dihanju imajo nenavadne presnovne značilnosti. Na primer, N. equitans ima zapleten in zelo razvit sistem za medcelično komunikacijo.
Filogenija nanoarhej temelji na njenem edinem kultiviranem predstavniku, Nanoarchaeum equitans, ki se uvršča v ločeno evolucijsko skupino v primerjavi z drugimi arhejami, ki so bile nedavno na novo razvrščene. Nadaljnje analize so pokazale, da se je N. equitans zgodaj odcepil od evolucije arhej, kar so ugotovili na podlagi zaporedja 16S rRNA. To pomeni, da imajo posebno in starodavno mesto med arhejami.
Trenutno sprejeta razvrstitev temelji na uradnem taksonomskem Seznamu veljavnih prokariontskih imen (LPSN) in Nacionalnem centru za biotehnološke informacije (NCBI).
- Razred Nanobdellia Kato et al. 2022[13] ["Nanoarchaea" Huber et al. 2011;[14] "Nanoarchaeia" Vazquez-Campos et al. 2021[15]]
  - Red Nanobdellales Kato et al. 2022[13] [Nanoarchaeales Huber et al. 2011[14]]
    - Družina "Nanoarchaeaceae" Huber et al. 2011[14]
      - Rod "Nanoarchaeum" Huber et al. 2002[2]
        - "N. equitans" Huber et al. 2002[2]

    - Družina Nanobdellaceae Kato et al. 2022[13] ["Nanopusillaceae" Huber et al. 2011[14]]
      - Rod Nanobdella Kato et al. 2022[13]
        - N. aerobiophila Kato et al. 2022[13]

      - Rod "Candidatus Nanoclepta" St. John et al. 2019[16]
        - "Ca. N. minuta" St. John et al. 2019[16]

      - Rod "Candidatus Nanopusillus" Wurch et al. 2016[17]
        - "Ca. N. acidilobi" Wurch et al. 2016[17]
        -  ?"Ca. N. massiliensis" Hassani et al. 2022
        -  ?"Ca. N. phoceensis" Hassani et al. 2024
        - "Ca. N. stetteri" (Castelle et al. 2015) Rinke et al. 2020[18]

  - Red "Tiddalikarchaeales" Vazquez-Campos et al. 2021[15]
    - Družina "Tiddalikarchaeaceae" Vazquez-Campos et al. 2021[15]
      - Rod "Candidatus Tiddalikarchaeum" Vazquez-Campos et al. 2021[15]
        - "Ca. T. anstoanum" Vazquez-Campos et al. 2021[15]

  - Red "Jingweiarchaeales" Rao et al. 2023
    - Družina "Jingweiarchaeaceae" Rao et al. 2023
      - Rod "Candidatus Jingweiarchaeum" Rao et al. 2023
        - "Ca. J. tengchongense" Rao et al. 2023

  - Red JAPDLS01 
    - Družina "Haiyanarchaeaceae" Rao et al. 2023
      - Rod "Candidatus Haiyanarchaeum" Rao et al. 2023
        - "Ca. H. thermophilum" Rao et al. 2023

  - Red "Parvarchaeales" Rinke et al. 2020[18]
    - Družina "Parvarchaeaceae" Rinke et al. 2020[18] ["Acidifodinimicrobiaceae" Luo et al. 2020[19]]
      - Rod "Candidatus Rehaiarchaeum" Rao et al. 2023
        - "Ca. R. fermentans" Rao et al. 2023

      - Rod "Candidatus Acidifodinimicrobium" Luo et al. 2020[19]
        - "Ca. A. mancum" Luo et al. 2020[19]

      - Rod "Candidatus Parvarchaeum" Baker et al. 2010[20]
        - "Ca. P. acidiphilum" Baker et al. 2010 [20]
        - "Ca. P. paracidiphilum" corrig. Baker et al. 2010 [20]
        - "Ca. P. tengchongense" Rao et al. 2023

## Značilnosti
Celice N. equitans so sferične oblike s premerom približno 400 nmnjihov genom pa je zelo kratek in kompakten, saj vsebuje le 490.885 baznih parov. Čeprav imajo genetsko kodo za izvajanje procesov, kot sta obdelava in popravilo DNA, ne morejo izvajati določenih biosintetičnih in metaboličnih procesov, kot so sinteza lipidov, aminokislin, kofaktorjev ali nukleotidov. Zaradi teh omejitev je N. equitans obvezen parazit in edina znana arheja s to lastnostjo. Zaradi nenavadnih zaporedij ss rRNA jih je težko zaznati z običajno metodo verižne reakcije s polimerazo. Celice imajo tudi značilno S-plast s šestkratno simetrijo s mrežno konstanto 15 nm.

## Struktura genoma
Za nanoarheje so značilne majhne celice s premerom med 100 in 400 nm in zelo poenostavljeni genomi velikosti 0,491–0,606 Mbp. Genomi opisanih nanoarhej kažejo različne stopnje redukcije, kar je skladno z življenjskim slogom, odvisnim od gostitelja. Nekatere nanoarhje imajo še vedno gene za sisteme CRISPR-Cas, arhejske bičke in pot glukoneogeneze.

## Habitat
Nanoarheje so obvezni simbionti, ki rastejo pritrjeni na arhejskega gostitelja, znanega kot Ignicoccus. Najdeni so bili v zemeljskih termalnih vrelcih in podmorskih hidrotermalnih izvirih. Vendar pa genetske analize kažejo, da živijo tudi v drugih okoljih, kot so zemeljski vroči vrelci in hiperslani habitati. Poleg tega odkritje ribosomskih zaporedij v vzorcih vode fotičnega območja, vzetih daleč od hidrotermalnih vrelcev, povečuje možnost, da so nanoarheje razširjena in raznolika skupina arhej, ki prebivajo v okoljih z različnimi temperaturami in geokemičnimi lastnostmi.

## Presnova
Čeprav velik del presnove članov nanorhej ni znan, je njihov gostitelj avtotrof, ki raste na elementarnem žveplu kot sprejemniku elektronov in H2 kot darovalcu elektronov. Večini prepoznanih presnovnih procesov, kot je tvorba monomerov, kot so aminokisline, nukleotidi in koencimi, v tem organizmu nima prepoznavnih genov.